# Pałac w Radzyniu Podlaskim
Pałac Potockich w Radzyniu Podlaskim – zabytkowy pałac w Radzyniu Podlaskim.
Obiekt wybudowano w latach 1685–1709 i przebudowano w latach 1750–1759, w związku z czym powstała jedna z najpiękniejszych rezydencji okresu rokoka w Polsce.

## Historia
W 1522 roku przy mieście funkcjonowała siedziba starosty określana w źródłach, jako fortalitium seu castrum. Murowany zamek powstał w Radzyniu w latach 1566–1567 z inicjatywy rodu Mniszchów i składał się z prostokątnego piętrowego budynku otoczonego murem z czterema basztami w narożach. Przypuszczalnie fortyfikacja ta uległa zrujnowaniu w wyniku wojen toczących się w połowie XVII wieku.

## Pałac Stanisława Antoniego Szczuki
Dzisiejsza rezydencja pałacowa powstała dzięki Stanisławowi Antoniemu Szczuce, który w 1685 roku polecił rozpocząć prace budowlane według projektu architekta Jana III Sobieskiego – Augusta Locciego. W latach 1685–1709 budowę przeprowadził francuski architekt de Flerience i w jej wyniku w miejscu szesnastowiecznego zamku powstała barokowa rezydencja typu palazzo in fortezza.

## Pałac Eustachego Potockiego
Dobra radzyńskie wraz z zamkiem przeszły drogą dziedziczenia do wnuczki Szczuki, Marii Kątskiej, która w 1741 roku poślubiła Eustachego Potockiego, starostę tłumackiego. Eustachy Potocki wspinał się po szczeblach kariery politycznej, stając się jednym z najbogatszych ludzi w Polsce. Eustachy Potocki chciał dorównać swojemu bratu stryjecznemu Franciszkowi Salezemu Potockiemu, wojewodzie kijowskiemu i jego rezydencji w Krystynopolu.
Za czasów Eustachego Potockiego aż do końca XVIII wieku pałac cieszył się największą świetnością. W rezydencji zgromadzono obszerne zbiory biblioteczne, działały w nim teatr i orkiestra, organizowano bale, koncerty, polowania. Ostatnim kapelmistrzem nadwornej kapeli był ojciec urodzonego w Radzyniu skrzypka Karola Lipińskiego – Feliks Lipiński.
Decyzja o przebudowie zamku w Radzyniu zapadła prawdopodobnie pod koniec lat czterdziestych XVIII wieku. Jakub Fontana został głównym architektem pałacu i kierownikiem robót, a jego pomocnikiem został Michał Dollinger. Roboty rozpoczęto pod koniec 1749 lub na początku 1750 roku. Fontana pracował równolegle w posiadłości Branickiego w Białymstoku od 1750 roku oraz w Warszawie. W ciągu 1759 roku trwały roboty wykończeniowe i tego jeszcze roku został ukończony pałac.
Założenie pałacowo-parkowe w Radzyniu Podlaskim usytuowane jest we wschodniej części miasta, reprezentuje francuski typ entre cour et jardin, podporządkowany zasadzie osiowości. Całe założenie ma kształt wydłużonego prostokąta z osią przebiegającą przez groblę, most wjazdowy, przez środkowy ryzalit pałacu i zaakcentowany główną aleją parkową i kanałem. Z trzech stron prawie kwadratowego dziedzińca honorowego (cour d’honneur) wznosi się pałac, składający się z korpusu głównego (corps de logis) usytuowanego od północy i dwóch skrzydeł bocznych od stron zachodniej i wschodniej. Od czwartej strony dziedziniec zamyka niski mur z bramą wjazdową pośrodku ujętą w dwa kwadratowe słupy z profilowanymi gzymsami, na których ustawiono trofea. Za pałacem znajduje się od północy park o symetrycznym układzie alei i parterów z zaakcentowanymi główną aleją i kanałem.
Korpus główny jest dwukondygnacyjny, założony na rzucie prostokąta, nakryty wysokim czterospadowym dachem z lukarnami. Reprezentacyjna fasada od strony dziedzińca została rozczłonkowana trzema trzyosiowymi ryzalitami, na osi głównej ryzalit został wyróżniony kształtem pięcioboku i jest wyższy o strefę mezzanino i wieńczącą attykę od bocznych, także wszystkie otwory okienne i wejściowe zostały wyróżnione przez zamknięcie ich łukiem koszowym. Natomiast boczne ryzality są prostokątne z prostokątnymi otworami okiennymi. W środkowym ryzalicie znajduje się główne wejście zamknięte łukiem koszowym, na jego osi powyżej zostało umieszczone porte-fenetre z balkonem wspartym na kroksztynach z ażurową kutą balustradą. Reprezentacyjny ryzalit z attyką wieńczy dekoracja rzeźbiarska z postaciami i koroną z dwoma kartuszami rokokowych z herbami Brochwicz Kątskich i Pilawa Potockich, oraz panopliów (hełmy, pancerze, sztandary). Ryzalit ten otrzymał ramowy podział przy pomocy lizen oraz zwieńczenia nadokienne w postaci gzymsów odcinkowych z motywami rocaille i festonami kwiatowymi. Boczne ryzality także zostały ozdobione rzeźbami, które stanowią kartusze z koronami oparte na nastawach o niespokojnym konturze, motywy roślinne oraz putta.

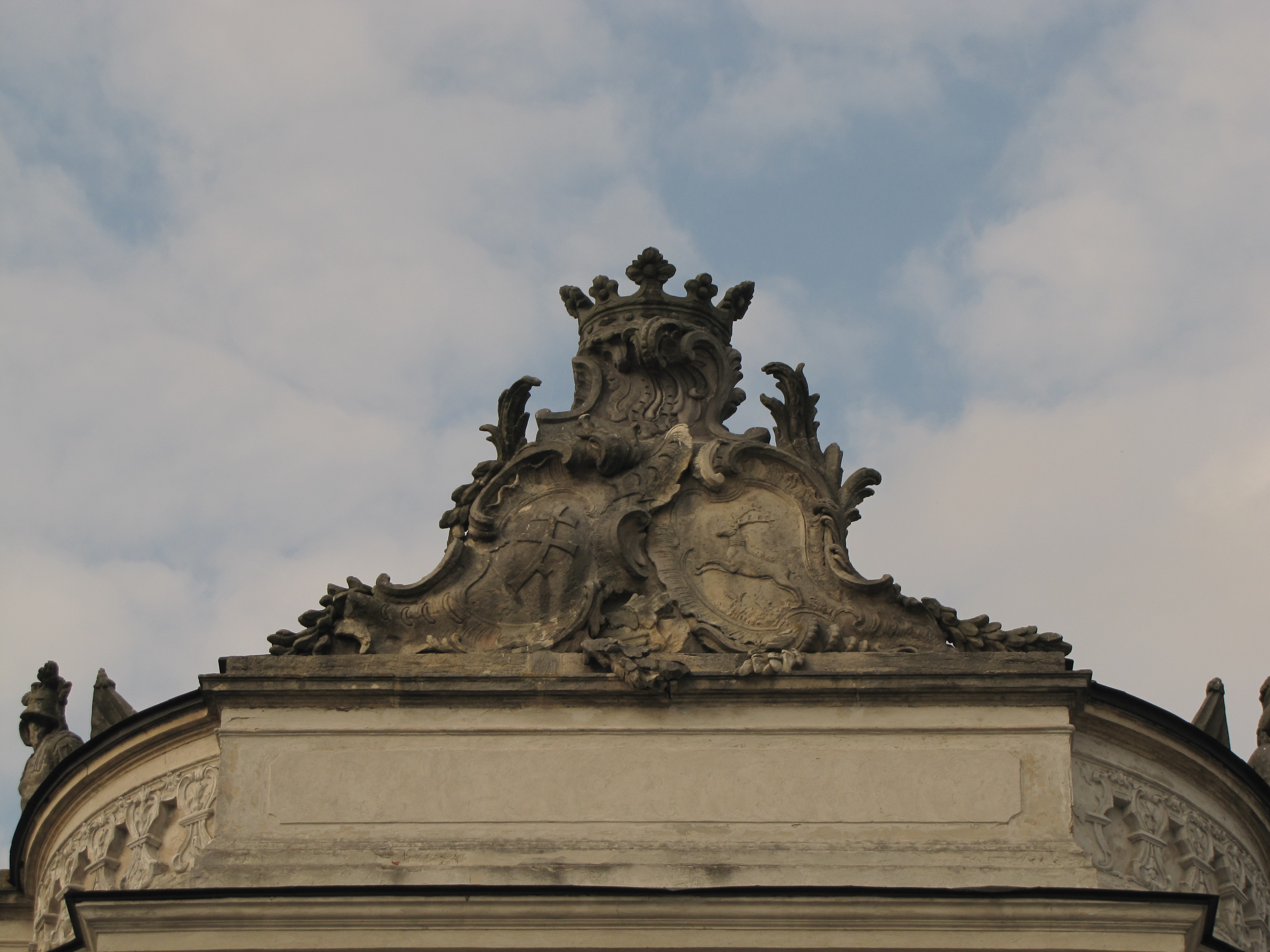
Szczyt z herbami Pilawa, Brochwicz
Herb Pilawa Potockich
Herb Brochwicz Kątskich
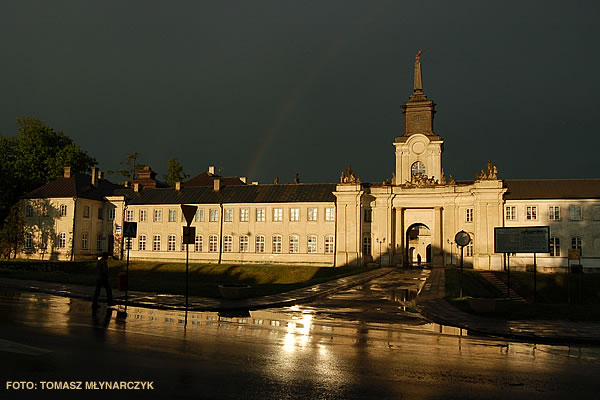
Pałac Potockich
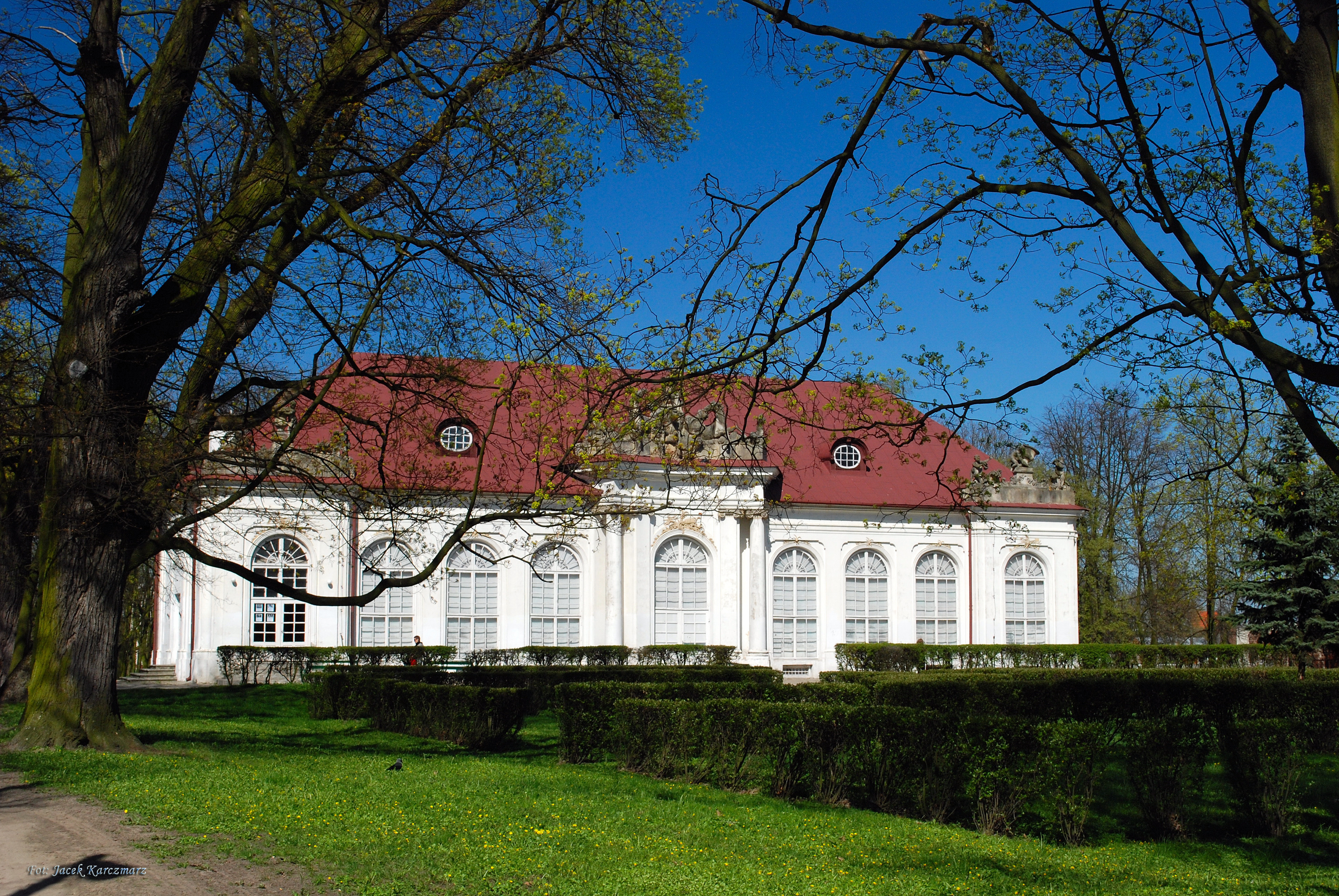
Oranżeria pałacu

W piętnastoosiowej fasadzie od strony ogrodu także dominującym elementem jest ryzalit środkowy. Jest on trzykondygnacyjny i trzyosiowy zwieńczony półkolistym tympanonem wypełnionym płaskorzeźbą ze sceną z Zefirem i Florą. Ten eliptyczny łuk został przedłużony po bokach odcinkami gzymsu i wsparty na dwóch pilastrach, stanowi przetworzenie motywu serliany, znanego z Francji. Motyw ten zastosuje Fontana jeszcze w pałacu Bielińskich i w kościele św. Krzyża w Warszawie. Na narożach zostało lico ściany zaakcentowane parą pilastrów kompozytowych w wielkim porządku, na ich osiach umieszczone zostały posągi, także na środku na tympanonie. Na skrajach fasady zostały usytuowane jednoosiowe pawilony w typie alkierzy, nakryte osobnym dachem przechodzącym w górnej partii w formę hełmów wieżowych. W dolnych połaciach dachu pojawia się od frontu niski trójkątny szczyt. Znajduje się także na piętrze porte-fenetre z okazałą ażurową balustradą. Fasada jest dziewięcioosiowa rozczłonkowana przez lizeny obiegające i okna zamknięte odcinkiem łuku. Ryzalit środkowy został zaakcentowany pilastrami i kolumnami ustawionymi ukośnie dźwigającymi belkowanie, które wieńczy rzeźba z rydwanem Apollina.

### Skrzydła boczne
Prostopadle do korpusu biegną skrzydła boczne, łączące się od strony ogrodu z alkierzami pawilonami piętrowymi, natomiast od dziedzińca parterowymi galeriami w formie przejść rozczłonkowanymi pięcioma płytkimi niszami arkadowymi na tle boniowanego lica ściany. W ten sposób powstały zamknięte kwadratowe podwórka między pawilonami a galeriami. Skrzydło wschodnie mieściło pomieszczenia gospodarcze, stajnie. Natomiast skrzydło zachodnie było parterowe od strony dziedzińca, a piętrowe i bardziej reprezentacyjne od strony miasta, oraz mieściło pomieszczenia mieszkalne. Mniej więcej pośrodku znajdowały się w obu skrzydłach bramy przejazdowe zwieńczone wieżami, o proweniencji francuskiej. Skrzydła od strony dziedzińca także zostały wyartykułowane trzema nieznacznie wysuniętymi boniowanymi ryzalitami z arkadowymi wnękami i dodatkowo ozdobione dekoracją rzeźbiarską.
Okazałe wieże przejazdowe w Radzyniu stanowią odosobniony motyw na terenie Polski, szczególnie z rzadko występującymi obeliskami wieńczącymi. Oba skrzydła zostały zakończone szerszymi i dwukondygnacyjnymi pawilonami rozczłonowanymi lizenami, nawiązującymi do formy bastionów. Elewacja skrzydła od strony miasta uzyskała bogatszy i bardziej urozmaicony wystrój. Za głównym korpusem od strony północnej znajduje się założenie parkowo-ogrodowe, w części przypałacowej główny trawnik został podzielony na cztery części przez poprowadzenie alei prowadzącej od pałacu i poprzecznej.

### Wnętrza
Rokokowe wnętrza radzyńskiego pałacu nie zachowały się do naszych czasów. Z zachowanych zdjęć można wywnioskować, że utrzymane były w duchu rokoka francusko-saskiego, z zachowaną delikatnością i przejrzystością oraz oszczędnością motywów. Wnętrze jest dwutraktowe w obu kondygnacjach z wprowadzonymi na osi owalnymi dwoma salami zajmującymi całą szerokość budynku, zaznaczonymi na zewnątrz przez wieloboczne ryzality. Podobnie została rozwiązana klatka schodowa, która wewnątrz ma kształt prostokąta z zaokrąglonymi narożnikami, a z zewnątrz ma kształt wieloboczny. W Polsce taki kształt ryzalitu jest bardzo rzadki (Podhorce, Otwock Bielińskich), proweniencję ma francuską, szczególnie stosowany był w pałacach paryskich. Fontana mógł także znać rozwiązanie fasady Zamku Królewskiego w Warszawie z owalnym ryzalitem środkowym zwieńczonym attyką. Do wnętrza prowadziła reprezentacyjna klatka schodowa mieszcząca się w ryzalicie środkowym od strony dziedzińca. Charakteryzuje się przestrzennością, jasnością i płynną linią schodów z ażurową żelazną balustradą, schody podtrzymywane były przez herbowych atlantów wyrzeźbionych przez Jana Chryzostoma Redlera.

### Oranżeria
W parku mieściła się oranżeria, zaprojektowana prawdopodobnie przez Fontanę na rzucie dwóch krzyżujących się prostokątów.

### Ogród
W 1755 roku przystąpiono do urządzenia ogrodu według planów Fontany, które realizował ogrodnik Marcin Knackfus. Do głównej bramy prowadziły grobla umieszczona pomiędzy stawami i drewniany most. Do bramy mieszczącej się w skrzydle zachodnim od strony miasta prowadził most rozpięty nad fosą, także zalaną wodą. Woda stanowiła ważny czynnik kompozycyjny i element dekoracyjny barokowego założenia pałacowego. Realizacja założenia radzyńskiego charakteryzuje się połączeniem zasad francuskich kształtowań przestrzennego i architektonicznego z saską dekoracyjnością w ozdobach rzeźbiarskich.

### Wpływy saskie i francuskie
Fontana stworzył w Radzyniu Podlaskim wielki i reprezentacyjny zespół pałacowo-parkowy, należący do powszechnie stosowanej francuskiej rezydencji XVIII-wiecznej. Główne założenia rozplanowania przestrzennego charakterystycznego dla architektury rezydencjonalnej we Francji to: zasada osiowości, usytuowanie korpusu pałacu głównego entre cour et jardin, oraz duży cour d’honneur między dwoma prostopadłymi do korpusu głównego skrzydłami. Te właśnie założenia francuskie zastosował w Radzyniu Fontana. Przeszczepianie się na polskim gruncie typów francuskich spowodowane było publikowaniem wzorników sztychowanych architektonicznych znanych francuskich architektów, ale przede wszystkim związane było z podróżami Polaków do Francji i Włoch.
Do wpływów saskich należy zaliczyć dekorację rzeźbiarską wykonaną przez Jana Chryzostoma Redlera i jego pomocników, według projektu i koncepcji Fontany.

## Pałac w XIX i XX wieku
Po śmierci Eustachego Potockiego pałac odziedziczył Jan Potocki, jednak rezydencja wkrótce podupadła. Nabyła ją Anna z Zamoyskich Sapieżyna. W 1834 roku pałac przeszedł na własność Antoniego Szlubowskiego. Jego potomek, Bronisław Szlubowski, nie mogąc utrzymać tak wielkiej rezydencji, oddał ją w 1920 roku na rzecz Skarbu Państwa.
W roku 1980 rozpoczęty został nowy etap gruntownego remontu.

## Numizmatyka
W 1999 roku wydano dwie monety okolicznościowe z wizerunkiem pałacu. Monety te miały nominały 2 zł i 20 zł (monetę o nominale 2 złote wyemitowano w nakładzie 450 000 sztuk, zaś monetę o nominale 20 złotych wyemitowano w nakładzie 15 000 sztuk). Monety te wchodzą w skład serii monet Zamki i pałace w Polsce.